# 24 тижні
«24 тижні» (нім. 24 Wochen) — німецький драматичний фільм, знятий Енн Зорою Берречд. Світова прем'єра стрічки відбулася 16 лютого 2016 року на Берлінському міжнародному кінофестивалі.

## Синопсис
Астрід, головна героїня, дізнається про свою вагітність. У неї є коханий чоловік та прекрасна дочка. Подружжя зраділо цій звістці та готове до народження другої дитині. Проте провівши обстеження плоду, лікарі повідомляють дуже погані звістки — у малюка виявляють синдром Дауна та вада серця. Сім'я розуміє, що їх життя дуже сильно зміниться, і їм доведеться забути про радощі, піклуючись про хвору дитину, яка буде жити у власному світі, й швидше за все недовго. Тепер вони постають перед дуже непростим вибором: перервати вагітність, або все-таки дати малюкові життя.

## У ролях
- Юлія Йенч[de] — Астрід Лоренц
- Б'ярне Медел[de] — Маркус Ґагер
- Йоганна Ґастдорф[de] — Беата Лоренц
- Емілія Піске[de] — Неле
- Марія Драґус[de] — Каті

## Визнання
| Нагороди та номінації фільму «24 тижні» | Нагороди та номінації фільму «24 тижні» | Нагороди та номінації фільму «24 тижні» | Нагороди та номінації фільму «24 тижні» | Нагороди та номінації фільму «24 тижні» | Нагороди та номінації фільму «24 тижні» |
| Рік                                     | Кінопремія / Кінофестиваль              | Категорія / Нагорода                    | Номінант                                | Результат                               |                                         |
| --------------------------------------- | --------------------------------------- | --------------------------------------- | --------------------------------------- | --------------------------------------- | --------------------------------------- |
| 2016                                    | Берлінський міжнародний кінофестиваль   | «Золотий ведмідь» за найкращий фільм    | «24 тижні»                              | Номінація                               |                                         |